# Siska (série télévisée)
Pour les articles homonymes, voir Siska.
Siska est une série télévisée allemande composée de 91 épisodes d'une durée de 55 minutes chacun, créée par Herbert Reinecker et Helmut Ringelmann et diffusée du 30 octobre 1998 au 4 juillet 2008 sur le réseau ZDF.
Au Québec, la série a été diffusée à partir de février 2000 à Séries+, en France, à partir du 1er juillet 2001 sur France 3 et rediffusée sur 13ème rue et RTL9, en Suisse sur TSR1 et en Belgique sur La Une.

## Synopsis
Cette série policière relate les enquêtes des frères Siska (Peter de 1998 à 2004, puis Viktor de 2004 à 2008), Commissaires Principaux au département de la police criminelle munichoise.

## Distribution
- Peter Kremer (VF : Frédéric Norbert) : Commissaire Principal Peter Siska (1998-2004, épisodes 1 à 56)
- Werner Schnitzer (VF : Roger Lumont) : Commissaire Jacob Hahne (1998-2008, épisodes 1 à 91)
- Matthias Freihof (VF : Nicolas Marié) : Inspecteur Lorenz Wiegand (1998-2003, épisodes 1 à 50)
- Robinson Reichel (VF : Ludovic Baugin) : Inspecteur Félix Bender (2003-2004, épisodes 51 à 56)
- Wolfgang Maria Bauer (VF : Bruno Forget) : Commissaire Principal Viktor Siska (2004-2008, épisodes 57 à 91)
- Tobias Nath Uber (VF : Denis Laustriat) : Inspecteur Gerhard Lessmann (2004-2006, épisodes 57 à 77)
- Dirk Plönissen (de) : Inspecteur Robert Dallberg (2007-2008, épisodes 78 à 91)

## Scénaristes
- Herbert Reinecker (1998-1999 - 4 épisodes)
- Siegfried Schneider (1999-2006 - 32 épisodes) Principal
- Adolf Schröder (1999-2000 - 3 épisodes)
- Albert Sandner (2000-2008 - 31 épisodes) Principal
- Detlef Müller (2001-2008 - 20 épisodes)

## Réalisateurs
- Hans-Jürgen Tögel (1998-2007 - 77 épisodes) Principal
- Vadim Glowna (1999-2008 - 6 épisodes)
- Dietrich Haugk (1999 - 1 épisode)
- Gero Erhardt (2007-2008 - 6 épisodes)
- Joseph Vilsmaier (2007 - 1 épisode)

## Producteurs exécutifs
- Claus Gotzler (1998-2008 - 91 épisodes)

## Épisodes
Période Peter Kremer (1998-2004, épisodes 1 à 56)

### Saison 1 (1998)
1. Une nouvelle vie (Der neue Mann) - Arrivée de Peter Siska
2. Une voix d'ange (Frau Malowas Töchter)
3. Pour le plaisir (Tod einer Würfelspielerin)

### Saison 2 (1999)
1. Un mal pour un bien (Die 10% Bande)
2. Double vengeance (Der Bräutigam der letzten Tage)
3. Il pleut sur Wimbledon (Regen in Wimbledon)
4. L'étau se resserre (Blackout)
5. Illusion et réalité (Fünf Sekunden, höchstens sechs)
6. Mort sur caution (Tod auf Kaution)
7. La vie ne tient qu'à un fil de soie (Am seidenen Faden)
8. Le précipice (Hart am Abgrund)
9. Le témoin muet (Der Zeuge)
10. La clé au meurtre (Der Schlüssel zum Mord)
11. Nostalgie (Das Ende von Haug)
12. Cynisme et opportunisme (Der Jobkiller)
13. Le secret de Leonardo (Leonardos Geheimnis)

### Saison 3 (2000)
1. Fausse piste (Mord frei Haus)
2. Une belle amitié (Sonjas Freund)
3. Le dernier concert (Das letzte Konzert)
4. Plus que trois minutes à vivre (Du lebst noch drei Minuten)
5. Jalousie morbide (Laufsteg ins Verderben)
6. Le prix de la réussite (Der Erlkönig)
7. Meurtre éclair (Zeit genug für einen Mord)
8. La collaboration de monsieur Lohmann (Herrn Lohmanns gesammelte Mörder)
9. Le témoin gênant (Die Zeugin)

### Saison 4 (2001)
1. Le chemin de la vérité (Die halbe und die ganze Wahrheit)
2. Le grand saut (Das Böse an sich)
3. Mort sous l'asphalte (Der Tote im Asphalt)
4. Double enquête (Die Hölle des Staatsanwalts)
5. Le dernier refuge (Letzte Zuflucht)
6. La deuxième mort de Max Holler (Der zweite Tod des Max Holler)
7. Une femme sans scrupule (10 Minuten vor Mitternacht)
8. La sorcière, au bûcher ! (Hexe im Feuer)
9. La jeune fille et la mort (Eiskalt auf der Bahre)
10. Haine aveugle (Hass macht blind)

### Saison 5 (2002)
1. Rendez-vous manqué (Im Schatten des Mörders)
2. Itinéraire d'un meurtre (Und dann hilft dir keiner mehr)
3. L’homme dans le jardin (Der Mann im Garten)
4. Relation à risque (Eine riskante Beziehung)
5. Menaces sur les ondes (Wenn du erst mal tot bist)
6. Diagnostic erroné (Engelsgesicht)
7. Le plan machiavélique (Die Hölle ist anderswo)
8. La marié qui venait de nulle part (Die Braut aus dem Nichts)

### Saison 6 (2003)
1. La lettre de Rio (Der Brief aus Rio)
2. Le prix de l'amour (Tödliche Begegnung)
3. Jeu mortel (Tödliches Spiel)
4. Mort en cascade (Der verbrannte Mann)
5. Musique russe (Russenmusik)
6. Un passé bien encombrant (Am Ende aller Lügen)
7. À la toute dernière minute (In letzter Minute)
8. Le justicier (Feinde sind zum Sterben da) - Départ de Lorenz Wiegand, nommé Chef de service, et arrivée de Felix Bender

Période Wolfgang Maria Bauer (2004-2008; épisodes 57 à 91)

### Saison 7 (2004)
1. L'étau se resserre (Briefe aus dem Knast)
2. Désunion mortelle (Tödlicher Zwiespalt)
3. Meurtre sur internet (Morgen bist du tot)
4. Sans mobile apparent (Böser Engel)
5. Pour une vie meilleure (Abgrund) - Mort de Peter Siska et Départ de Felix Bender
6. Les bons et les méchants (Die Guten und die Bösen) - Arrivée de Viktor Siska et Gerhard Lessmann
7. Un cœur pour Sabine (Solange das Herz schlägt)
8. Il était un petit cordonnier (Verzweifelt)
9. Meurtre par intérim (Auf den Tod ist Verlass)
10. Nid de serpent (Schlangengrube)

### Saison 8 (2005)
1. Un coup au cœur (Ein Stich ins Herz)
2. Destin oblige (Zellers letzter Auftrag)
3. Effet boomerang (Hass ist ein stiller Mörder)
4. Auto vengeance (Im Falle meines Todes)
5. Passions aveugles (Zuerst kommt die Angst)
6. Racket organisé (Einfach nur sterben)
7. L'enfant à la dérive (Verlorener Sohn)
8. Le juge et le banquier (Keine andere Wahl)
9. Le couteau sous la plaie (Junger Mann mit Messer)
10. Aveux forcés (Schlangengrube)
11. Jusqu'à la tombe (Bis ins Grab)
12. Titre français inconnu (Zwischen Kain und Abel)

### Saison 9 (2006)
1. La conscience du meurtrier (Das Gewissen des Mörders)
2. Une sombre folie (Dunkler Wahn)
3. L'annonce d'une mort rapide (Ankündigung eines schnellen Todes)
4. Stirb, pour que je sois heureux(Stirb, damit ich glücklich bin)
5. Titre français inconnu (Liebe vor dem Tod) - Départ de Gerhard Lessmann

### Saison 10 (2007)
1. L'ombre d'une femme (Schatten einer Frau) - Arrivée de Robert Dallberg
2. Titre français inconnu (Requiem für einen Engel)
3. Titre français inconnu (Spiel im Schatten)
4. Titre français inconnu (Sei still und stirb)
5. Titre français inconnu (Alibi für Tommi)
6. Titre français inconnu (Der tod in deiden armen)
7. Titre français inconnu (Der unbekannte feind)
8. Titre français inconnu (Keiner von uns dreien)
9. Titre français inconnu (Schwer wie die schuld)

### Saison 11 (2008)
1. Titre français inconnu (Seele im nebel)
2. Titre français inconnu (Keine gnade für Ronny Brack)
3. Titre français inconnu (Und alles kann man kaufen)
4. Titre français inconnu (Die Wahrheit)

## Commentaires
Créée par le même auteur, Herbert Reinecker, cette série a remplacé le célèbre Inspecteur Derrick qui était diffusée depuis 1974 sur les écrans allemands. [réf. nécessaire]